# مایک کایل
مایک کایل (انگلیسی: Mike Kyle؛ زادهٔ ۳۱ مارس ۱۹۸۰) ورزشکار هنرهای رزمی ترکیبی اهل ایالات متحده آمریکا است. وی از سال ۲۰۰۱ میلادی تاکنون مشغول فعالیت بوده‌است.